# Torre del Guascone
La Torre del Guascone è una torre situata sul lato esterno della sponda nord-orientale del perimetro delle Mura di Montepescali, nel territorio comunale di Grosseto. La denominazione è stata conferita da Bastiano Guascone, comandante delle milizie che stazionavano presso la torre, durante l'assedio di Montepescali del 1555 che vide contrapposte le truppe senesi e fiorentine per il controllo del borgo.

## Storia
La torre, una delle più antiche lungo il perimetro della cinta muraria di Montepescali, fu innalzata in epoca medievale con funzioni di avvistamento, di difesa ed offesa.
La struttura fortificata è rimasta pressoché intatta nel corso del tempo, resistendo anche al violento assedio che coinvolse il centro di Montepescali nel 1555.
Soltanto in epoca relativamente recente, la torre è stata ceduta a privati e trasformata in struttura abitativa, pur mantenendo pressoché inalterati gli originari elementi architettonici e stilistici che caratterizzavano la torre durante le epoche passate, quando costituiva un importante avamposto a protezione del centro storico.

## Descrizione
La Torre del Guascone, situata lungo il lato esterno delle Mura di Montepescali, si presenta a sezione quadrangolare, con strutture murarie rivestite in pietra, completamente chiuse sui lati esterni e con un'ampia apertura sul lato interno, che consentiva l'accesso alla torre unicamente dal centro storico di Montepescali.
Il complesso architettonico si articola su due livelli e, in passato, era munita di numerose feritoie che si aprivano sui lati esterni; la terrazza sommitale era adibita a funzioni di avvistamento ed in passato doveva culminare con una merlatura.
La porta di accesso alla torre, molto ampia, si apre sul lato interno ed è caratterizzata da un'ampia arcata a tutto sesto. Originariamente, era sovrastata da un'altra apertura del tutto simile che caratterizzava il livello superiore, come dimostrano i segni di un arco incorporato nella parete in pietra al piano rialzato: quest'ultima apertura è stata sostituita in seguito da una piccola finestra di forma quadrata.